# Мош (Віла-Верде)
Мо́ш (порт. Mós; МФА: [ˈmɔʃ]) — парафія в Португалії, у муніципалітеті Віла-Верде. Розташована в північно-західній частині країни, на теренах історичної португальської провінції Дору-Міню. Входить до складу округу Брага. За адміністративним поділом, чинним до 1976 року, терени парафії були складовою провінції Міню. Належить до Бразької архідіоцезії Католицької церкви. Патрон — Діва Марія. Площа — 3,4106 км². Населення — 323 ос. (2011). Слабо урбанізований регіон. Густота населення — 94,7 осіб/км²
. Код — 031327.

## Населення
| Кількість мешканців | Кількість мешканців | Кількість мешканців | Кількість мешканців | Кількість мешканців | Кількість мешканців | Кількість мешканців | Кількість мешканців | Кількість мешканців | Кількість мешканців | Кількість мешканців | Кількість мешканців | Кількість мешканців | Кількість мешканців | Кількість мешканців |
| ------------------- | ------------------- | ------------------- | ------------------- | ------------------- | ------------------- | ------------------- | ------------------- | ------------------- | ------------------- | ------------------- | ------------------- | ------------------- | ------------------- | ------------------- |
| 1864                | 1878                | 1890                | 1900                | 1911                | 1920                | 1930                | 1940                | 1950                | 1960                | 1970                | 1981                | 1991                | 2001                | 2011                |
| 347                 | 344                 | 334                 | 277                 | 305                 | 362                 | 408                 | 364                 | 375                 | 354                 | 254                 | 317                 | 269                 | 321                 | 323                 |